# Корридонія
Корридонія (італ. Corridonia) — муніципалітет в Італії, у регіоні Марке,  провінція Мачерата.
Корридонія розташована на відстані близько 175 км на північний схід від Рима, 45 км на південь від Анкони, 8 км на південний схід від Мачерати.
Населення — 15 469 осіб (2014).
Щорічний фестиваль відбувається 29 червня. Покровитель — святий Петро.

## Демографія
Населення за роками:

Станом на 1 січня 2023 року в муніципалітеті офіційно проживало 1319 іноземців з 65 країн, серед них 329 громадян країн Євросоюзу та 31 громадянин України.

## Сусідні муніципалітети
- Франкавілла-д'Ете
- Мачерата
- Мольяно
- Монте-Сан-Джусто
- Монте-Сан-П'єтранджелі
- Морровалле
- Петріоло
- Толентіно
- Урбізалья